# Тютюнова вулиця
Тютюнóва ву́лиця — зникла вулиця, що існувала в Дніпровському районі міста Києва, місцевість Куликове. Пролягала від Крайньої вулиці до кінця забудови (до 1978 року до Томашевської вулиці). 
Прилучався Тютюновий провулок.

## Історія
Вулиця виникла у середині ХХ століття під назвою Нова. Назву Тютюнова вулиця набула 1957 року.
Ліквідована на початку 1980-х років у зв'язку зі знесенням старої забудови колишнього селища Куликове та частковим переплануванням місцевості.